# Jakub Kobel
Jakub Kobel (ur. 25 listopada 1998 we Wrocławiu) – polski koszykarz występujący na pozycji rozgrywającego, od 2023 zawodnik Weegree AZS-u Politechniki Opolskiej.
20 stycznia 2020 został zawodnikiem Kinga Szczecin. 21 grudnia dołączył do Asseco Arki Gdynia. 9 lipca 2022 przedłużył umowę z Weegree AZS-em Politechniką Opolską.

## Osiągnięcia
Stan na 26 listopada 2023, na podstawie, o ile nie zaznaczono inaczej.
Drużynowe
- Mistrz Polski: 
  - U–18 (2015, 2016)
  - U–16 (2014)
  - U–14 (2012)
- Wicemistrz Polski:
  - U–20 (2017, 2018[5])
  - U–18 (2014)

Indywidualne
- Zaliczony do I składu mistrzostw Polski juniorów starszych (2017, 2018[5])
- Najlepszy rozgrywający mistrzostw Polski juniorów starszych (2018)[5]

Reprezentacja
- Mistrz Europy U–20 dywizji B (2018)
- Uczestnik mistrzostw Europy:
  - U–16 (2014 – 15. miejsce)
  - dywizji B:
    - U–20 (2017 – 5. miejsce)
    - U–18 (2016 – 6. miejsce)